# Landesförderinstitut
Landesförderinstitute (Gli istituti di finanziamento statale ,anche: banche promozionali) sono banche specializzate in Germania, che trasferiscono fondi pubblici nell'ambito di speciali programmi di prestito.

## Organizzazione di Förderinstitute
A livello federale, la Kreditanstalt für Wiederaufbau (KfW) e la Landwirtschaftliche Rentenbank fungono da banche promozionali nazionali. A livello statale, ci sono i seguenti istituti di finanziamento:
| Baden-Württemberg:      | Landeskreditbank Baden-Württemberg – Förderbank (L-Bank) |
| Bayern:                 | LfA Förderbank Bayern                                    |
| Berlin:                 | Investitionsbank Berlin (IBB)                            |
| Brandenburg:            | Investitionsbank des Landes Brandenburg (ILB)            |
| Bremen:                 | Bremer Aufbau-Bank                                       |
| Hamburg:                | Hamburgische Investitions- und Förderbank                |
| Hessen:                 | Wirtschafts- und Infrastrukturbank Hessen (WIBank)       |
| Mecklenburg-Vorpommern: | Landesförderinstitut Mecklenburg-Vorpommern              |
| Niedersachsen:          | Investitions- und Förderbank Niedersachsen (NBank)       |
| Nordrhein-Westfalen:    | NRW.Bank                                                 |
| Rheinland-Pfalz:        | Investitions- und Strukturbank Rheinland-Pfalz (ISB)     |
| Saarland:               | Saarländische Investitionskreditbank AG                  |
| Sachsen:                | Sächsische Aufbaubank                                    |
| Sachsen-Anhalt:         | Investitionsbank Sachsen-Anhalt                          |
| Schleswig-Holstein:     | Investitionsbank Schleswig-Holstein                      |
| Thüringen:              | Thüringer Aufbaubank                                     |

| Controllo di autorità | GND (DE) 7628737-3 |